# Саут-Воллінс (Кентуккі)
Саут-Воллінс (англ. South Wallins) — переписна місцевість (CDP) в США, в окрузі Гарлан штату Кентуккі. Населення — 838 осіб (2020).

## Географія
Саут-Воллінс розташований за координатами 36°48′39″ пн. ш. 83°24′0″ зх. д. / 36.81083° пн. ш. 83.40000° зх. д. (36.810909, -83.400029).  За даними Бюро перепису населення США в 2010 році переписна місцевість мала площу 16,43 км², з яких 16,35 км² — суходіл та 0,08 км² — водойми.

## Демографія
Згідно з переписом 2010 року, у переписній місцевості мешкало 859 осіб у 359 домогосподарствах у складі 260 родин. Густота населення становила 52 особи/км².  Було 410 помешкань (25/км²).
Расовий склад населення:
| - 97,9 % — білих - 0,2 % — корінних американців - 0,1 % — азіатів |

До двох чи більше рас належало 0,9 %. Частка іспаномовних становила 1,3 % від усіх жителів.
За віковим діапазоном населення розподілялося таким чином: 18,4 % — особи молодші 18 років, 64,0 % — особи у віці 18—64 років, 17,6 % — особи у віці 65 років та старші. Медіана віку мешканця становила 42,6 року. На 100 осіб жіночої статі у переписній місцевості припадало 94,8 чоловіків;  на 100 жінок у віці від 18 років та старших — 94,7 чоловіків також старших 18 років.
Середній дохід на одне домашнє господарство  становив 40 637 доларів США (медіана — 37 031), а середній дохід на одну сім'ю — 46 351 долар (медіана — 50 380). За межею бідності перебувало 32,9 % осіб, у тому числі 56,4 % дітей у віці до 18 років та 8,6 % осіб у віці 65 років та старших.
Цивільне працевлаштоване населення становило 241 осіб. Основні галузі зайнятості: освіта, охорона здоров'я та соціальна допомога — 49,4 %, будівництво — 19,1 %, транспорт — 9,1 %, науковці, спеціалісти, менеджери — 9,1 %.